# Stazione di Fiuggi
La stazione di Fiuggi era una delle quattro stazioni ferroviarie al servizio del comune di Fiuggi, situata sulla ferrovia Roma-Fiuggi-Alatri-Frosinone.

## Storia
La stazione venne inaugurata il 6 maggio 1917 in concomitanza con l'apertura della tratta da Genazzano a Fiuggi.

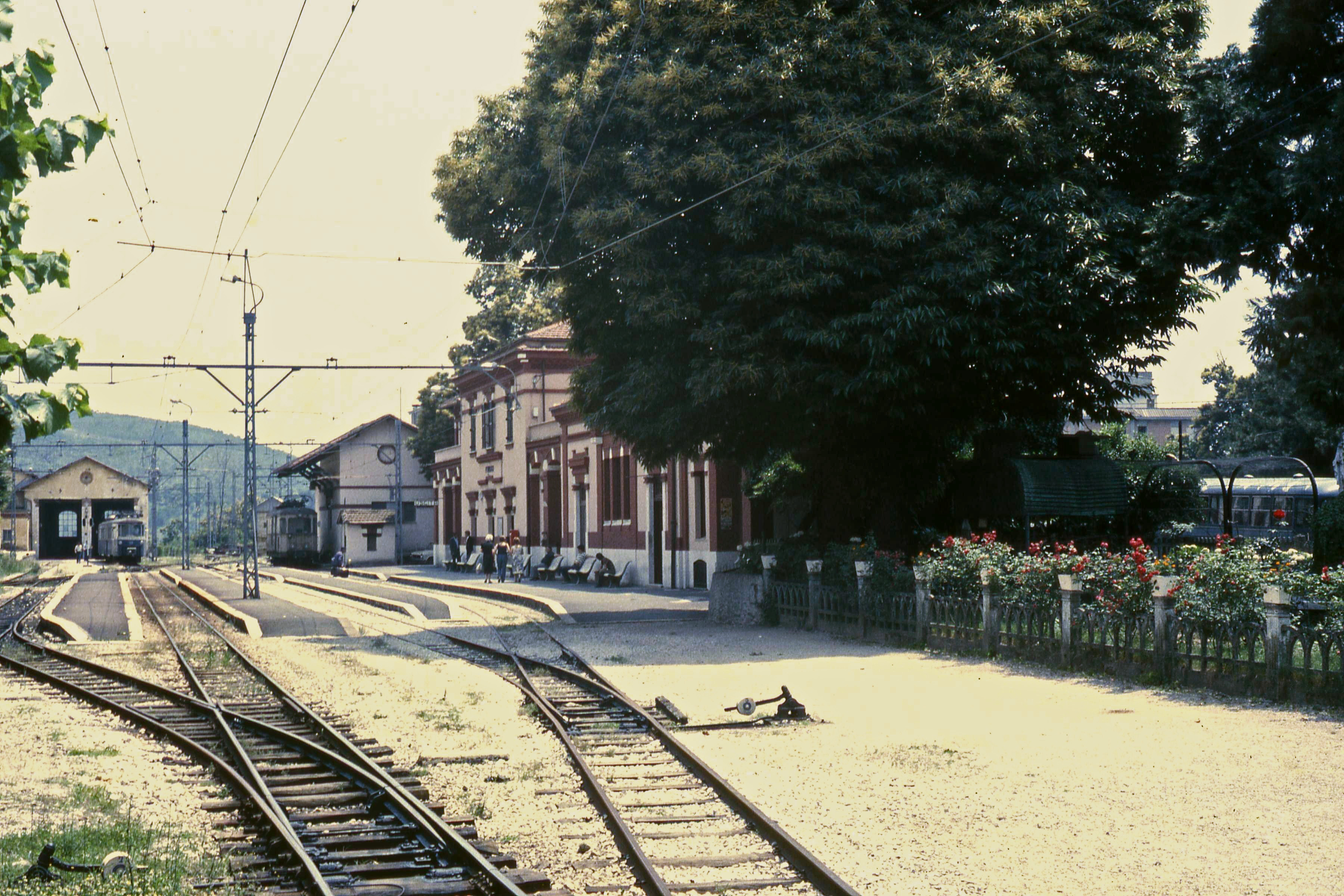
Veduta del piazzale dei binari nel 1979

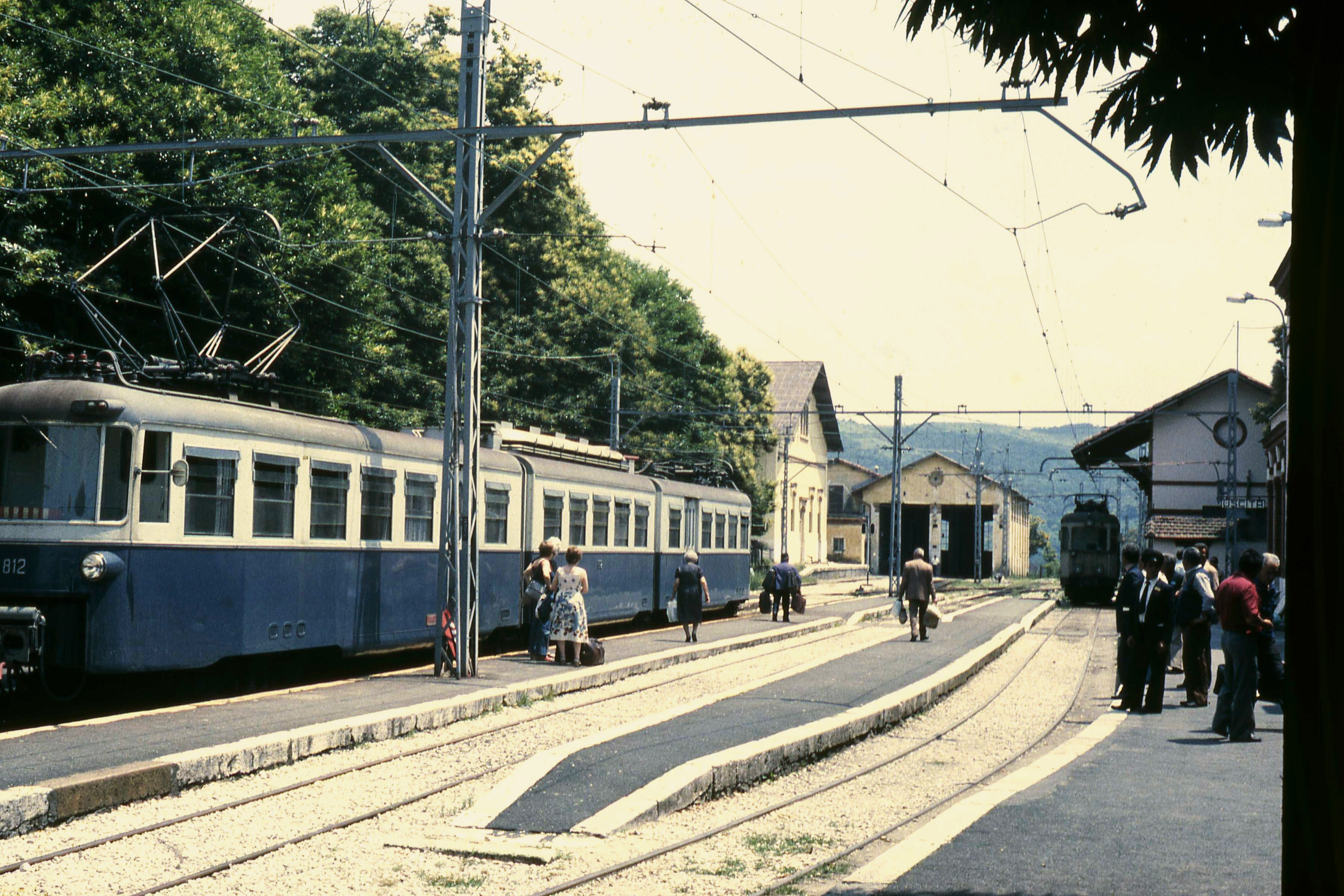
Un'altra veduta del piazzale dei binari con una elettromotrice in sosta al binario tre nel 1979

Venne chiusa definitivamente al traffico il 26 dicembre 1983, insieme alla tratta San Cesareo-Fiuggi.

## Strutture e impianti
La stazione disponeva di quattro binari separati da un tre banchine, di un fabbricato viaggiatori, di un bar (oggi ancora in uso), un deposito locomotive e un magazzino merci. Al 2015 rimangono solo il fabbricato viaggiatori, il deposito locomotive i marciapiedi e il magazzino merci mentre i binari non rimane traccia. Per quanto riguarda le banchine oggi ne sono rimaste solo due riutilizzate come marciapiedi, mentre della terza banchina (era posta a tra il binario 2 e il binario 3) non rimane traccia.
La stazione è in uso come deposito di autobus.